# Jamestown (Sint-Helena)
Jamestown is de hoofdstad van het Britse overzeese gebied Sint-Helena, Ascension en Tristan da Cunha en is tevens de hoofdplaats van het eiland Sint-Helena.
Jamestown werd in 1659 in opdracht van de Britse Oost-Indische Compagnie gesticht. De stad werd naar Jacobus II van Engeland vernoemd.
Jamestown bestaat min of meer uit een hoofdstraat die tussen twee steile heuvels doorloopt en die de haven verbindt met de rest van het eiland. Eind jaren 90 had de stad zo'n 850 inwoners. Er ligt een voorstel op tafel om de hele stad toe te voegen aan de Werelderfgoedlijst.

## Bezienswaardigheden
Vanuit de stad loopt een trap 183 meter omhoog naar de top van Ladder hill. Deze telt 699 treden en loopt onder een hoek van meer dan 45 graden.
Deze trap wordt ook wel Jacob's ladder genoemd naar de Jakobsladder uit de Bijbel. De trap stamt uit 1829.
Elk jaar wordt er een hardloopwedstrijd georganiseerd over deze trap. Bovenop Ladder hill ligt de buitenwijk Half Tree Hollow.